# Cristóbal Vela y Acuña
Cristóbal Vela (Ávila, ? - Burgos, 1599) fue un eclesiástico español.
Segundo de los siete hijos de Blasco Núñez Vela, que fue virrey del Perú, y de Brianda de Acuña. 
Estudiante de la universidad de Salamanca, en la que posteriormente fue catedrático de Escoto; 
canónigo y después arcediano en la catedral de Ávila, obispo de Canarias desde 1574  y arzobispo de Burgos desde 1580 hasta su muerte.
| Predecesor: Juan de Azóloras            | Obispo de Canarias 1575 – 1580    | Sucesor: Fernando de Rueda         |
| Predecesor: Francisco Pacheco de Toledo | Arzobispo de Burgos 1580 – 1599 † | Sucesor: Antonio Zapata y Cisneros |